# Wrząca Wielka (gromada)
Wrząca Wielka – dawna gromada, czyli najmniejsza jednostka podziału terytorialnego Polskiej Rzeczypospolitej Ludowej w latach 1954–1972.
Gromady, z gromadzkimi radami narodowymi (GRN) jako organami władzy najniższego stopnia na wsi, funkcjonowały od reformy reorganizującej administrację wiejską przeprowadzonej jesienią 1954 do momentu ich zniesienia z dniem 1 stycznia 1973, tym samym wypierając organizację gminną w latach 1954–1972.
Gromadę Wrząca Wielka z siedzibą GRN we Wrzącej Wielkiej utworzono – jako jedną z 8759 gromad na obszarze Polski – w powiecie kolskim w woj. poznańskim, na mocy uchwały nr 24/54 WRN w Poznaniu z dnia 5 października 1954. W skład jednostki weszły obszary dotychczasowych gromad Kiełczew Smużny I, Kiełczew Smużny IV, Sokołowo, Wrząca Wielka-Kolonia i Wrząca Wielka ze zniesionej gminy Lubotyń oraz obszary dotychczasowych gromad Dąbrowa, Kaczyniec i Kamień ze zniesionej gminy Czołowo w tymże powiecie. Dla gromady ustalono 25 członków gromadzkiej rady narodowej.
1 stycznia 1959 do gromady Wrząca Wielka włączono miejscowości Fabianowo, Kiełczew Górny, Mikołajówek i Wandynów ze zniesionej gromady Boguszyniec w tymże powiecie.
1 stycznia 1962 do gromady Wrząca Wielka włączono miejscowości Osowie, Poddębno, Podkiejsze i Zwierzchociny ze znoszonej gromady Kiejsze oraz miejscowość Lipie Góry ze znoszonej gromady Bylice-Kolonia w tymże powiecie.
31 grudnia 1971 do gromady Wrząca Wielka włączono miejscowość Rosocha Kolonia ze zniesionej gromady Osiek Wielki w tymże powiecie.
Gromada przetrwała do końca 1972 roku, czyli do kolejnej reformy gminnej.